# Giorgio Granata
Giorgio Granata (Milano, 29 gennaio 1924 – 24 marzo 1997) è stato un calciatore italiano, di ruolo centrocampista.

## Carriera
Cresciuto nelle giovanili del Milan, esordisce in Serie A il 24 maggio 1942, a 18 anni, nella sconfitta per 1-0 contro il Liguria. 
Nelle prime due annate è impiegato come riserva, collezionando comunque gettoni importanti, come i 90 minuti nel derby del giugno 1942 o la finale di andata di Coppa Italia (1-1 contro la Juventus).
Conquista la titolarità nella stagione 1943-1944. I suoi primi gol in maglia rossonera arrivano in Milan 3-2 Brescia, quinta giornata del Campionato Alta Italia.
Nel 1944-1945 passa in prestito al Como. Nella seconda parte della stagione fa ritorno alla base e si scatena in zona realizzativa: nelle ultime sei gare disputate nel Torneo Benefico Lombardo va in gol 4 volte (contro Novara, Lecco, Inter, Legnano).
Chiude la carriera col Milan il 28 luglio 1946 nella vittoria per 8-0 contro il Bari all'ultima giornata del Girone Finale di Divisione Nazionale.
In cinque stagioni con il club meneghino ha collezionato 44 presenze ufficiali e 8 reti.
Dopo cinque stagioni nel Milan, nel 1947 si trasferisce in Serie B, prima al Varese e poi alla Cremonese, dove resta 2 anni. Torna in Serie A nel 1950, acquistato dal neopromosso Napoli di Achille Lauro ed Eraldo Monzeglio. Resta in maglia partenopea per 7 stagioni, collezionando 169 presenze impreziosite da 3 gol. Nel 1957 torna alla Cremonese dove termina la carriera. Nella stagione 1957-58 per alcuni mesi con Ercole Bodini allena la prima squadra della Cremonese nel campionato di Serie C, al posto di Renato Miglioli.